# Volcán de Colima
Ne doit pas être confondu avec Nevado de Colima.
Pour l’article homonyme, voir Colima (homonymie).
Le Volcán de Colima, également appelé Colima, Fuego de Colima, Volcán de Fuego ou encore Tzapoltlan, est un volcan du Mexique faisant partie de la cordillère Néovolcanique. Il est situé dans le parc national Nevado de Colima.

## Géographie

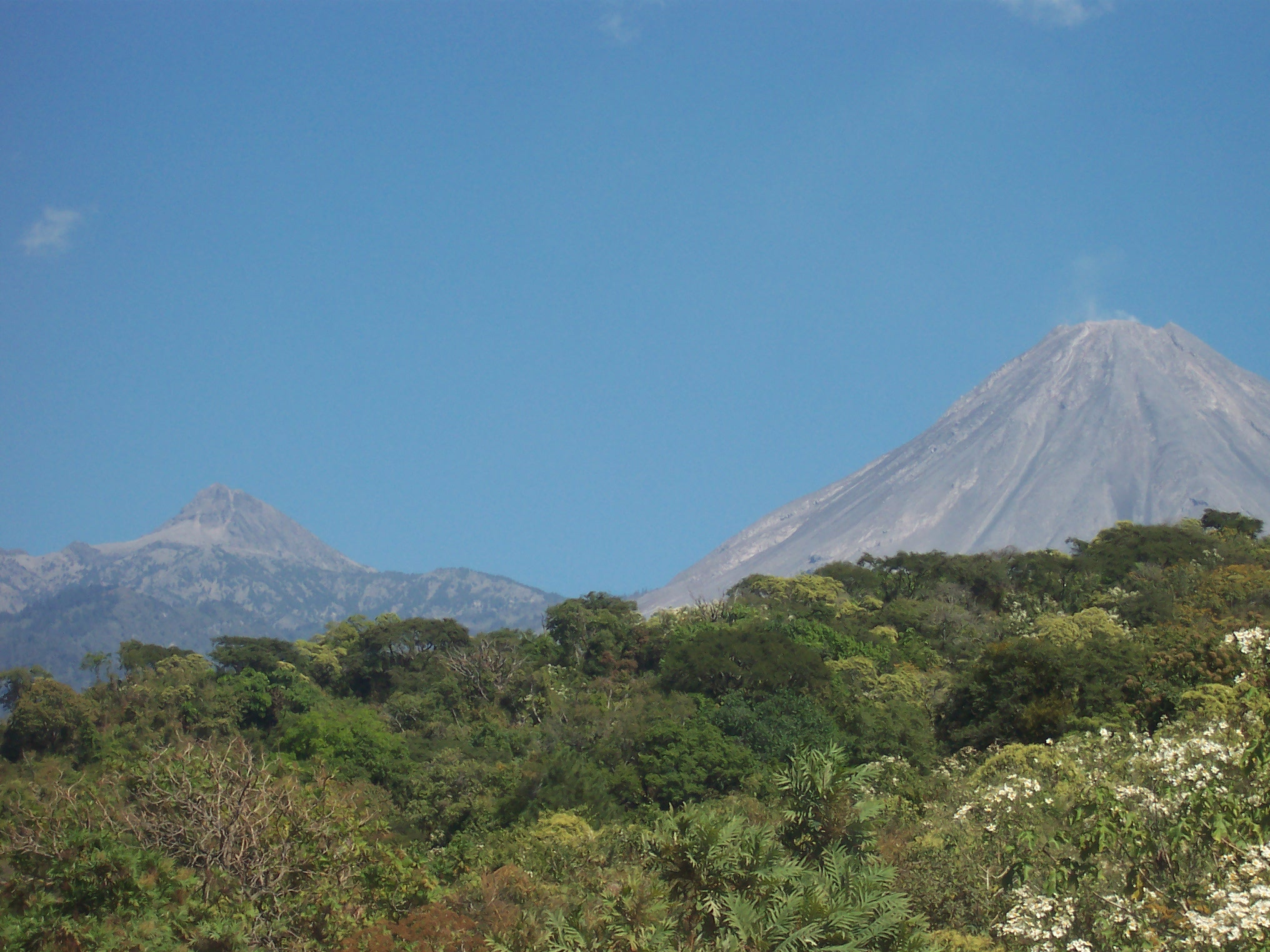
Le massif volcanique de Colima : le Nevado de Colima à gauche et le Volcán de Colima à droite.

Le Volcán de Colima est situé dans le sud-ouest du Mexique, à cheval sur les États de Colima au sud dont il constitue l'extrémité septentrionale et de Jalisco au nord.
Le volcan, qui culmine à 3 860 mètres d'altitude, est situé dans la partie méridionale du massif volcanique de Colima, dont il constitue sa partie active. Le Volcán de Colima a la forme d'un cône aux pentes régulières couronné par un cratère sommital et inscrit dans une caldeira en forme de fer à cheval de cinq kilomètres de diamètre et ouverte vers le sud. Le massif volcanique de Colima est inscrit dans un graben, le graben de Colima, orienté nord-sud qui rejoint à son extrémité nord le rift de Tepic-Zacoalco orienté est-ouest.
Appartenant à la ceinture de feu du Pacifique, ses éruptions majoritairement explosives, qui le classent parmi les volcans gris, produisent en général des nuées ardentes, des dômes de lave, des lahars et des coulées de lave.

## Histoire
À la fin du Pléistocène, un effondrement majeur du massif volcanique de Colima a produit une gigantesque avalanche de débris volcaniques et rocheux qui a parcouru 120 kilomètres vers le sud, dans l'État de Colima, en se déposant sur des mètres d'épaisseur.
L'indice d'explosivité volcanique des éruptions du volcan de Colima est généralement compris entre les niveaux 1 et 3 ; certaines éruptions atteignent le niveau 4 comme celle du 18 au 24 janvier 1913 qui produit des nuées ardentes et des lahars entraînant des dégâts matériels et des victimes. Actuellement, le volcan de Colima est en éruption depuis le 22 novembre 1997 avec la formation de plusieurs dômes de lave successifs qui produisent des nuées ardentes, des coulées de lave et des lahars. En dix ans, le volume de lave émis est de 39 millions de mètres cubes et le volume de téphras est de 2,4 millions de mètres cubes.

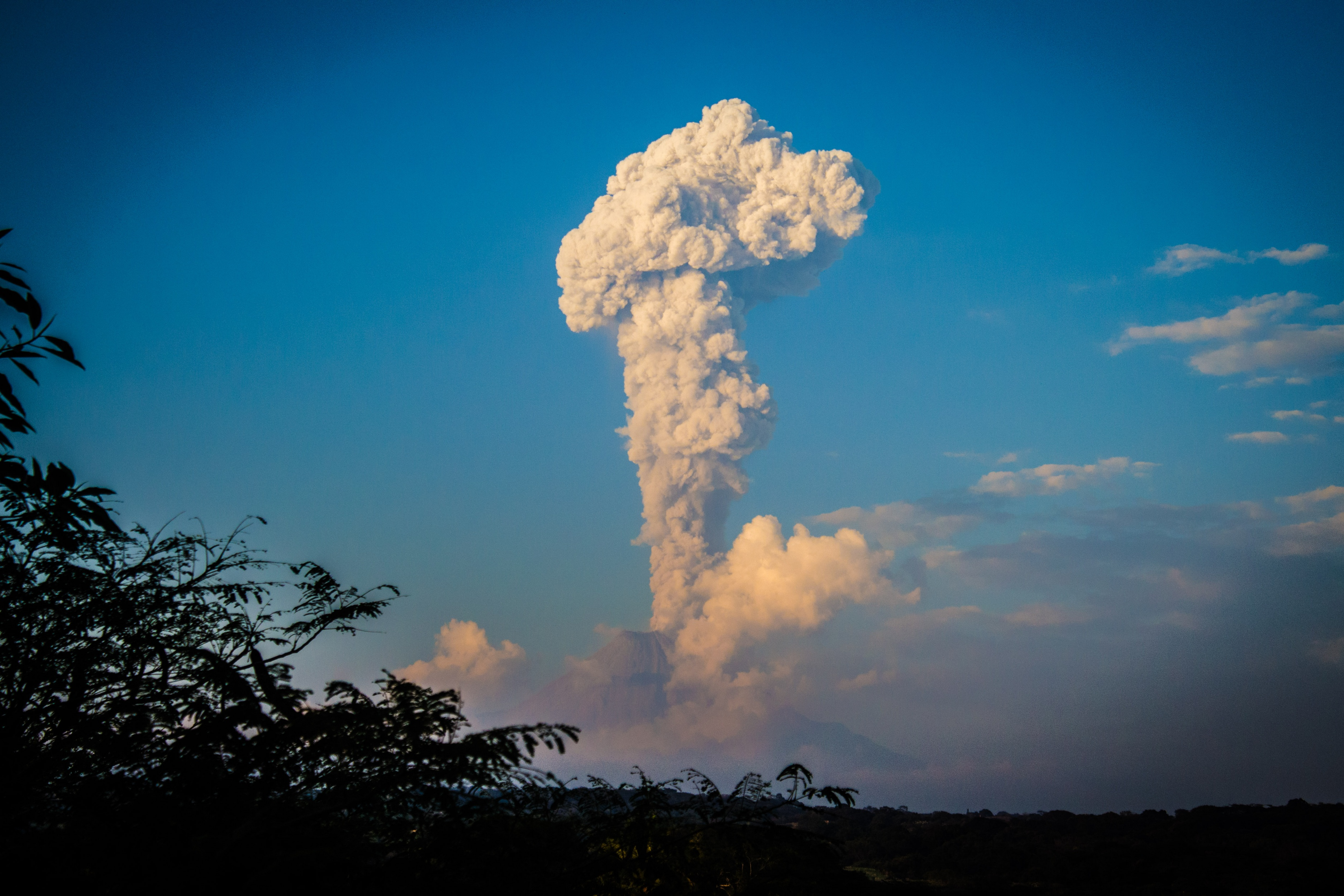
Panache de cendres émis par le volcan le 17 décembre 2016.

L'unité de protection civile de Colima signale que, le 18 janvier 2017 peu après minuit, une explosion de puissance modérée projette des matériaux incandescents à une distance de deux kilomètres du cratère sur les flancs ouest, sud-ouest, sud-est et nord. Sur la base d'images webcam et satellites associées à des observations pilotes, le Mexico City Meteorological Watch Office (MWO) et le Washington Volcanic Ash Advisory Center (VAAC) rapportent que, du 18 au 24 janvier, les panaches de cendres du Colima atteignent des altitudes allant de 4 000 à 6 700 mètres et dérivent dans de multiples directions. Le 19 janvier, des explosions sont enregistrées par des webcams et notées par l'agence de protection civile du Jalisco ; des chutes d'eau sont également signalées à Comala et Cuauhtémoc par cette même agence. Une forte anomalie thermique est identifiée dans les images satellitaires. Les nuages de cendres restants sont centrés à environ 350 kilomètres en direction du sud-est le 20 janvier et à environ 185 kilomètres au sud le 22 janvier 2017. Un grand panache de cendres s'élève le 23 janvier à une altitude de 10 700 mètres et dérive vers le nord-est. L'activité décroit au premier trimestre 2017 et s'arrête entre juin 2017 et mai 2019, date à partir de laquelle de légères explosions et émissions de gaz ont repris jusqu'en juillet 2019.
Cette activité volcanique intense, l'une des plus élevées d'Amérique du Nord, le type éruptif majoritairement explosif et la proximité avec des zones peuplées, notamment la ville de Colima qui compte plus de 200 000 habitants, décident les volcanologues d'inscrire le Volcán de Colima dans la liste des volcans de la décennie.

Vue panoramique depuis l'observatoire volcanologique sur le Nevado de Colima avec le Volcán de Colima au centre en direction du sud.